# Пьерфит (Крёз)
Пьерфи́т (фр. Pierrefitte) — коммуна во Франции, находится в регионе Лимузен. Департамент коммуны — Крёз. Входит в состав кантона Жарнаж. Округ коммуны — Гере.
Код INSEE коммуны — 23152.

## Население
Население коммуны на 2010 год составляло 75 человек.
| 1962 | 1968 | 1975 | 1982 | 1990 | 1999 | 2010 |
| ---- | ---- | ---- | ---- | ---- | ---- | ---- |
| 163  | 147  | 119  | 86   | 85   | 95   | 75   |

## Экономика
В 2010 году среди 51 человека трудоспособного возраста (15—64 лет) 36 были экономически активными, 15 — неактивными (показатель активности — 70,6 %, в 1999 году было 71,9 %). Из 36 активных жителей работали 33 человека (20 мужчин и 13 женщин), безработных было 3 (1 мужчина и 2 женщины). Среди 15 неактивных 3 человека были учениками или студентами, 5 — пенсионерами, 7 были неактивными по другим причинам.